# Kaspersky Lab
Kaspersky Lab (en rus Laboratória Kaspèrskogo) Лаборатория Касперского) és una empresa russa de seguretat informàtica, cofundada per Natàlia Kasperski i Ievgueni Kasperski el 1997. Ofereix productes d'antivirus, antispyware, antispam, i anti-intrusió, com ara Kaspersky Anti-Virus o Kaspersky Internet Security.

## Kaspersky al mercat
Mercat global
- Quarta posició al mercat de la seguretat per a usuaris finals (Usuaris particulars + Empreses) (IDC, 2013).
- Kaspersky és el tercer venedor més important al mercat de solucions domèstiques i el cinquè venedor més important al mercat mundial de solucions corporatives (IDC, 2012).
- Kaspersky és líder segons el Quadrant Màgic de Gartner per a solucions de seguretat corporatives.
- Kaspersky és una empresa “Líder” segons IDC MarketScape: Western Europe Enterprise Endpoint Security 2012 Vendor Analysis.
- Per Forrester Research Inc, Kaspersky és una companyia líder al mercat de les solucions de seguretat per a empreses.
- Kaspersky va obtenir els millors resultats en els tests independents sobre els seus productes. El 2012, els productes corporatius van participar en 73 tests i avaluacions. En 31 ocasions es va obtenir la primera posició i en el 87% dels casos els productes de Kaspersky van aconseguir situar-se entre les primeres 3 posicions.
- Kaspersky s'expandeix activament també al camp de la propietat intel·lectual. El portafoli de la companyia consta de més de 160 patents als EUA, Rússia, UE i la Xina.

Mercat local
- Kaspersky és el segon proveïdor a Europa de programari de seguretat en la venda al detall i líder al mercat de molts països europeus.
- Kaspersky és el segon en vendes al detall de programari de seguretat (USD) als EUA i el Canadà sobre la base de la venda dunitats. 12

A mitjan dècada dels 90, Eugene Kaspersky va començar a desenvolupar una base de dades en línia on recopilar, categoritzar i compartir informació i coneixement amb els usuaris. Es tractava de la pàgina Securelist, una website sobre la seguretat TI sense finalitats comercials, en què escriuen els analistes de Kaspersky i 70 experts més sobre les amenaces informàtiques. Kaspersky patrocina empreses i esdeveniments, com l'equip de Fórmula 1 de la Scuderia Ferrari, diverses expedicions geogràfiques,  a més de atletes i equips esportius de tot el món.

## Productes
La línia actual de productes Kaspersky per a l'usuari domèstic consisteix en Kaspersky Pure 3.0, Kaspersky Total Security (KTS), Kaspersky Internet Security (KIS), Kaspersky Anti-Virus (KAV), Kaspersky Mobile Security (KMS), Kaspersky Anti-Virus per Mac, Kaspersky Password Manager i Kaspersky Small Office. El 2010 va llançar una suite de seguretat per als seus consumidors anomenat Kaspersky Pure. Els productes de Kaspersky són àmpliament utilitzats a Europa i Àsia. Als Estats Units, Kaspersky va ser classificat com el programari de seguretat dInternet de més ràpid creixement, sobre la base de dades de vendes de NPD. 16
A més a més dels productes de consum de la companyia, Kaspersky ofereix una varietat d'aplicacions de seguretat dissenyades per a empreses. Aquestes inclouen el programari de seguretat per protegir estacions de treball, servidors de fitxers, servidors de correu electrònic, dispositius mòbils, tallafocs i passarel·les d'Internet, a través d'un kit d'administració centralitzada.
Productes per a empreses
El 1999, l'empresa Kaspersky va ser la primera a proposar un programari antivirus per a usuaris d'Internet, servidors de fitxers i aplicacions dels sistemes operatius Linux/FreeBSD. Avui dia, la companyia ofereix diferents tipus de solucions de seguretat molt eficaces per a la majoria dels sistemes operatius, específicament dissenyades per a diferents àrees de negoci. La gamma de productes cobreix tots els requisits de seguretat que necessiten empreses i grans organitzacions governamentals: excel·lents nivells de protecció, capacitat d'adaptació a diferents entorns, escalabilitat, compatibilitat amb diferents plataformes, grans prestacions, alta tolerància a errors, facilitat d'ús i prestigi .
Un dels avantatges més importants de les solucions de Kaspersky és la seva gestió senzilla i centralitzada a través de Kaspersky Security Center,  que s'estén per tota la xarxa sense importar el nombre i tipus d'equips utilitzats.
Kaspersky Endpoint Security for Business és una plataforma que ofereix una sèrie d'eines amb què les empreses poden visualitzar, monitorar i protegir tots els dispositius. Hi ha quatre nivells de tecnologies i eines que garanteixen la màxima protecció davant de les amenaces cibernètiques. El primer nivell (Core) comprèn tecnologies anti-malware molt eficaces, les quals han guanyat molts premis. Posteriorment, es troben els nivells Select i Advanced, que ofereixen un control més modern dels equips com a opcions d'encriptació. Finalment, hi ha Total Security, que garanteix la màxima seguretat per a cada àrea de la xarxa: Internet, correu electrònic i servidors. Kasperky Security Network ofereix protecció al núvol per a cada component i les eines de Kaspersky Security Center ajuden els experts TI a gestionar cada equip de l'empresa.
Kaspersky Endpoint Security for Business  ofereix també solucions específiques que es poden afegir als components ja existents:
- Kaspersky Security for File Servers
- Kaspersky Security for Mobile
- Kaspersky Systems Management
- Kaspersky Security for Virtualization
- Kaspersky Security for Storage
- Kaspersky Security for Collaboration
- Kaspersky Security for Mail
- Kaspersky Security for Internet Gateways

Kaspersky Security Center fa que les empreses puguin implementar un model de gestió escalable en la protecció antivirus. El Kaspersky Security Center pot treballar en xarxes de qualsevol dimensió, des d'un petit grup d'equips a una xarxa complexa. Gestionant els sistemes de protecció amb Kaspersky Security Center (que és fàcil d'instal·lar i ràpid d'utilitzar), s'esmorteeix el cost total de les llicències de qualsevol solució antivirus de Kaspersky.
Productes per a PIMES
Kaspersky Small Office Security  està dissenyat per garantir una protecció eficaç contra qualsevol tipus d'amenaça a la Xarxa. A més, és fàcil d'instal·lar i s'utilitza sense necessitat de cap eina especial d'administració. La configuració per defecte permet protegir tots els equips sense cap esforç, perquè els empleats de l'empresa només s'hagin de preocupar de les tasques habituals de treball habituals i no de la seguretat dels seus equips.
Productes per a usuaris domèstics
Kaspersky Internet Security  – Multi-Device protegeix PCs, Macs, telèfon intel·ligent i tauletes Android amb una única llicència. Està dotat de les millors i guardonades tecnologies Kaspersky, optimitza el nivell de seguretat de tots els dispositius i garanteix una protecció constant i sempre actualitzada davant de totes les amenaces a la Xarxa. No importa el dispositiu que s'utilitzi per navegar, fer transaccions i compres en línia, les tecnologies Kaspersky garanteixen sempre la màxima seguretat. Kaspersky Internet Security – Multi-Device combina en un sol producte Kaspersky Internet Security 2014, Kaspersky Internet Security for Mac i Kaspersky Internet Security for Android, amb un sol codi dactivació.
Kaspersky Internet Security, el producte estrella per a usuaris particulars, protegeix els PCs de totes les amenaces que es troben a Internet; a més, proporciona la màxima privadesa per a les dades personals i financeres mentre l'usuari fa compres en línia o duu a terme transaccions bancàries. Una altra solució molt popular és Kaspersky Anti-Virus, que comprèn tecnologies antivirus òptimes que garanteixen una protecció bàsica però molt eficaç per a milions dusuaris a tot el món.
Kaspersky PURE  és la solució integrada per a la xarxa domèstica. Kaspersky PURE és un nou tipus de producte que crea un entorn digital segur i productiu. Gràcies a algunes funcionalitats especials com Password Manager, Còpia de seguretat en línia i Repositori de seguretat, aquest producte ajuda l'usuari a protegir les dades i els comptes personals.
Kaspersky Internet Security for Mac ofereix una protecció avançada contra les amenaces informàtiques adreçades als equips Apple, sense afectar les prestacions. És una solució que proporciona la màxima seguretat a la xarxa a través d'una protecció constant i sempre actualitzada contra virus, troians, spyware, phishing, pàgines web perilloses i molt més.
Kaspersky Internet Security for Android és la solució ideal per protegir telèfons intel·ligents i tauletes Android; comprèn totes les eines necessàries que garanteixen la màxima seguretat per als dispositius Android i les dades que contenen. Ajuda a contrarestar el robatori o la pèrdua del dispositiu, lluita contra els virus i les amenaces en temps real. L'usuari podrà instal·lar aplicacions, navegar per Internet, fer transaccions i compres en línia o utilitzar les xarxes socials amb la seguretat d'estar sempre protegit davant de les amenaces de la Xarxa.

## Kaspersky Academy
Kaspersky cada any organitza una conferència internacional per a estudiants anomenada “CyberSecurity for the Next Generation”, que reuneix joves investigadors, experts de seguretat i professors universitaris de tot el món per parlar dels temes més importants de la ciberseguretat .
Els estudiants tenen l'oportunitat de presentar els treballs, assistir a tallers, organitzar activitats en equip i participar en conferències i xerrades protagonitzades per importants experts del sector. Presentant els seus projectes als millors experts acadèmics els experts acadèmics ia les empreses, aquests joves tenen la possibilitat d'accedir a oportunitats de treball molt interessants al món de la seguretat TI

## Actualitzacions de productes
Kaspersky dona als seus usuaris actualitzacions de productes, bases de dades d'antivirus i antispam. També és possible que qualsevol de forma gratuïta descarregueu diverses eines que permeten l'eliminació de virus i versions de prova de 30 dies dels seus productes.